# わが町
『わが町』（わがまち、Our Town）は、ソーントン・ワイルダーの3幕物の戯曲。ピューリッツァー賞受賞作。ニューハンプシャー州のグローバーズ・コーナーズという架空の町での物語である。

## 内容
進行役として登場する舞台監督が、「グローバーズ・コーナーズでは何も特別なことは起こりません」というとおり、登場人物の死や結婚以外劇的なことは起こらないが（劇中ではそれすら日常的なものとして扱われている）、その「日常」の貴重さを観客に感じさせる内容となっている。劇中の舞台監督とエミリーのやり取り、「人生ってひどいものね。そのくせ素晴らしかったわ」というソームズ夫人の台詞が象徴的である。劇中に登場する市民の誰もがそれぞれに自分の生活をそのままに生きている、そのなかでのちょっとしたかかわりがこの劇の物語の流れであり、また細部になっている。
劇は3幕構成で、第1幕が舞台監督が地質学的、歴史的説明を含めた町の説明をし、「グローバーズ・コーナーズ」が特別なことはないありふれた町であることの説明がされる。医師のギブス家と新聞編集長ウェブ家を中心とした町の一日を描く「日常生活」。第2幕は、第1幕の3年後、ギブス家長男ジョージとウェブ家長女エミリーの結婚式の1日を描く「恋愛と結婚」。第3幕は第2幕の6年後、産褥で死亡したエミリーが、それ以前に死亡したギブス夫人ほか死んだ町の住民と墓場で会話する「死」。
進行役である舞台監督によって劇が展開されていく手法が取られている。舞台装置はきわめて簡素で、机や椅子などが置かれているだけで、小道具や書き割りなどはない。すべては役者の動作によって表現される。この手法には日本の能や中国の演劇の影響があるとされる。
1938年2月4日、ニューヨークのヘンリー・ミラー劇場で初演されている。1944年、亡命先のアメリカでこの劇の上演を観たベルトルト・ブレヒトは日記に「進歩的な舞台」と記している。

## 映画化
1940年に映画化され、ウィリアム・ホールデン、マーサ・スコット、フェイ・ベインター、トーマス・ミッチェルらが出演した。監督はサム・ウッド。アカデミー賞では作品賞にノミネートされ、そして、スコットは主演女優賞、アーロン・コープランドは作曲賞にノミネートされた。なお、原作と異なり、ウェブ家長女エミリーは産褥熱で危篤に陥り、死者たちと会話するものの命は助かる。日本では『我等の町』のタイトルで公開された。